# Sang pour sang (Muchamore)
Pour les articles homonymes, voir Sang pour sang.
Sang pour sang est le sixième tome de la série pour jeunesse CHERUB, écrit par Robert Muchamore.
Pour sa sixième mission James Adams en compagnie de sa sœur Lauren Adams et Kyle Blueman, ont pour mission de détruire une cellule terroriste qui punit illégalement les actions faites par ceux qui "enlèvent" la vie aux animaux et plus particulièrement le centre scientifique Malarek. Cette mission va pousser les agents à s'intégrer au groupe végétalien et à participer à ses actions très dangereuses...